# Alberto Fonseca
Alberto Gomes Fonseca Júnior (Bissau, 22 agosto 1956) è un ex calciatore portoghese, di origini bissauguineane, di ruolo difensore.